# Milan Páleník
Pour les articles homonymes, voir Palenik.
Milan Páleník est un footballeur tchèque né le 18 mai 1977.

## Carrière
- 1998-2001 : Baník Ostrava  République tchèque
- 2001-2002 : FK Mladá Boleslav  République tchèque
- 2002-2003 : Dukla Hranice  République tchèque
- 2003-2004 : SIAD Most  République tchèque
- 2004-2007 : Dukla Banska Bystrica  Slovaquie
- 2007-2008 : Dundee FC  Écosse
- 2008-2009 : ASIL Lysi  Chypre
- 2009 : Dunajská Streda  Slovaquie